# A1 eSports League Austria
Die A1 eSports League Austria ist eine eigenständige, deutschsprachige Serie aus E-Sport-Ligen und -Turnieren, die sich über eine Reihe an E-Sport-Titeln erstreckt mit Sitz in Österreich. Eigentümer der Liga ist der österreichische Telekommunikationsanbieter A1, die Liga wird darüber hinaus durch Sponsoren unterstützt. Sie ist laut eigenen Angaben die größte E-Sport-Liga Österreichs.

## Struktur
Die A1 eSports League Austria hat seit ihrer Gründung 2017 bereits in neun Titeln Turniere veranstaltet. Das Portfolio an gespielten E-Sport-Titel umfasst League of Legends, VALORANT, Clash Royale, Brawl Stars, Rocket League, Fortnite, Super Smash Bros. Ultimate, Project CARS 2 und rFactor 2.
| Titel                      | Season 1 | Season 2 | Season 3 | Season 4 | Spring 2020 | Fall 2020 | Spring 2021 | Fall 2021* |
| -------------------------- | -------- | -------- | -------- | -------- | ----------- | --------- | ----------- | ---------- |
| League of Legends          |          |          |          |          |             |           |             |            |
| Project CARS 2             |          |          |          |          |             |           |             |            |
| Clash Royale               |          |          |          |          |             |           |             |            |
| rFactor 2                  |          |          |          |          |             |           |             |            |
| Super Smash Bros. Ultimate |          |          |          |          |             |           |             |            |
| Fortnite                   |          |          |          |          |             |           |             |            |
| Brawl Stars                |          |          |          |          |             |           |             |            |
| Rocket League              |          |          |          |          |             |           |             |            |
| VALORANT                   |          |          |          |          |             |           |             |            |

In der Regel werden zwei Splits pro Jahr gespielt – eine Spring und eine Fall Split. Während Seasons 1 bis 4 noch nummeriert wurden, wechselte die Liga mit dem Spring Split 2020 (inoffiziell Season 5) auf die aktuelle Schreibweise. Seit 2021 wird die A1 eSports League Austria als Pro Series und Amateur Series weitergeführt. Die Pro Series entspricht den zuvor bestehenden Formaten, während die Amateur Series als neue Ergänzung als Plattform für Nachwuchstalente dienen soll.

## Geschichte
Die A1 eSports League Austria wurde im Rahmen einer Pressekonferenz auf der Game City am 12. Oktober 2017 zum ersten Mal der Öffentlichkeit vorgestellt. Offiziell startete A1 eSports am 28. November mit einem Opening Event im A1 Headquarters in Wien.

### Season 1
Die erste Season entstand in Kooperation mit ESL – offiziell bezeichnet als “A1 eSports League Austria – powered by ESL”. Die Qualifier zur Saison starteten im Dezember 2017. Neben dem bereits angekündigten ersten Titel League of Legends wurde Project CARS 2 zum Programm hinzugefügt. Für League of Legends wurden Wildcards an bereits etablierte Teams in der österreichischen Szene wie den damaligen Staatsmeister Alpaka eSports und Tickling Tentacles vergeben. Das Preisgeld für League of Legends betrug 10.000 € und für Project CARS 2 15.000 €.
Das Finale der ersten Season wurde im Rahmen des 4GAMECHANGER Festivals 2018 in der Marx-Halle in Wien abgehalten. In League of Legends konnte sich das Team MBL den Titel holen, während in Project CARS 2 der Finne Joni „G2 Topa“ Törmälä erfolgreich war.

### Season 2
In Season 2 wurde der dritte Titel in das Programm mit aufgenommen: Clash Royale. League of Legends und Project CARS 2 blieben beide weiter bestehen. In League of Legends wurden die zwei Finalisten der vorigen Saison TKA E-Sports (davor MBL) und Alpaka eSports (davor dZ Legends) per Direkt-Invite in die Gruppenphase eingeladen. Die restlichen sechs Teams wurden über drei Qualifier im August 2018 ermittelt.
Das Finale der A1 eSports League Austria Season 2 fand im Rahmen der Game City 2018 (19.–21. Oktober im Wiener Rathaus) statt. Das Preisgeld verteilt auf die drei Titel betrug 32.000 €. In League of Legends gelang die inoffizielle Titelverteidigung durch TKA (vormals MBL). In Project CARS 2 konnte sich der Franzose Tom „TX3_StorM“ Lartilleux durchsetzen. Zum Clash Royale Champion krönte sich Tobias ‚TobiSpiritHawk‘ Unger.

### Season 3
Anfang 2019 wurden nicht nur Season 3, sondern auch gleichzeitig Season 4 angekündigt. Mit Season 3 wird die A1 eSports League Austria nicht mehr in Kooperation mit ESL geführt. Weiters wurde neben League of Legends und Clash Royale als drittes Spiel die Racing Simulation rFactor 2 angekündigt, während Project CARS 2 aus dem Programm genommen wurde. Für League of Legends wurde das Regelwerk angepasst und die Österreicher-Quote von 3 auf 2 Spieler verringert. Die Finalisten TKA E-Sports und Tickling Tentacles Willhaben erhielten Direkt-Invites für die Gruppenphase. Die Top 4 aus der letzten Clash Royale Saison erhielten ebenfalls Invites.
Ebenfalls wurde Super Smash Bros über ein Circuit Turnier System ins Programm aufgenommen. Das erste Turnier lief bereits kurz nach Release des Spiels Ende 2018 im Rahmen der Eröffnung des ersten A1 eSports Hubs S64 im 18. Wiener Gemeindebezirk. Anfang 2019 folgte die Eröffnung des zweiten A1 eSports Hub RP5 in Dornbirn, Vorarlberg. Ziel der A1 eSports Hub ist die Förderung der österreichischen eSports-Szene als Treffpunkt, Homebase oder auch als Buchungsmöglichkeit durch Dritte.
Das Finale wurde in einem eigenen Final-Event „Rise of the Legends“ im Juni 2019 im Gasometer Wien abgehalten, das Gesamtpreisgeld betrug 31.000 €. Sieger in Clash Royale war ItzSnakeZz, in rFactor 2 Florian Hasse und in League of Legends gewann Tickling Tentacles Willhaben. Den Smash Cup gewann Tarik „SFZ Tarik“ Fayazi.

### Season 4
Als letzte nummerierte Saison blieb vieles im Vergleich zu Season 3 gleich. League of Legends, Clash Royale, rFactor 2 und Super Smash Bros Ultimate bildeten erneut das Lineup an E-Sport-Titeln. Zusätzlich zu den mittlerweile 4 Wildcards (Invitations) bekamen Platz 5 und 6 des letzten League of Legends Splits ebenfalls die Chance, sich über eine Relegation (zusätzlich zum Qualifier) für die Season zu qualifizieren. Die Top 4 aus der letzten Clash Royale Saison erhielten ebenfalls Invites. Darüber hinaus wurde ein drittes A1 eSports Hub GO1 in Golling, Salzburg, eröffnet.
Parallel zur regulären Saison wurde auf der GAME CITY 2019 vor dem Wiener Rathaus ebenfalls ein Fortnite Turnier veranstaltet. Dies markiert den inoffiziellen Startschuss des Battle Royales Fortnite in der A1 eSports League Austria, offiziell sollte es erst später Teil des Programms werden.
Das Finale wurde auf dem #ONEPASSION Event ausgespielt, das gemeinsam von A1 und Red Bull veranstaltet wurde und vom 8. bis 10. November 2019 in der Wiener Gösserhalle stattfand. Zeitgleich zu den Finalspielen wurde vor Ort auch die Red Bull pLANet One ausgetragen. Das Gesamtpreisgeld betrug 30.000 €. Der Clash Royale Titel ging an Wolfstochter. Tarik konnte seinen Super Smash Bros Ultimate Titel verteidigen, während Black Lion der neue League of Legends Champion wurde.
Während die oben genannten Titel beim #ONEPASSION Event ihre Champions fanden, wurde das Finale von rFactor 2 im Rahmen des Custom Wheels Events am 26. und 27. Oktober 2019 in der Messe Wien ausgetragen. Im rFactor 2 Finale triumphiert Kevin Siggy Rebernak von EDGE esports.

### Spring 2020
Ins Jahr 2020 expandierte die A1 eSports League Austria ihr Roster an E-Sport-Titeln. Neben den wiederkehrenden Spielen League of Legends, Super Smash Bros Ultimate und Clash Royale wurden drei neue Titel aufgenommen, ein zweiter Mobile-Titel namens Brawl Stars, Rocket League sowie Fortnite. Darüber hinaus wurden die Top 4 League of Legends Teams wieder via Wildcard in die Spring 2020 Saison eingeladen. Ebenso bekamen die Top 2 der letzten Clash Royale Saison, Wolfstochter und GamefreakTV Direkt-Invites. Aufgrund der fortschreitenden Einschränkungen durch die COVID-19-Pandemie wurde Super Smash Bros Ultimate zuerst auf unbestimmte Zeit verschoben und schließlich aus dem Roster genommen.
Das Finale wurde, wie geplant am 29. und 30. Mai 2020, erneut im Gasometer Wien abgehalten, jedoch verlief das Event aufgrund der COVID-19-Pandemie ohne Zuschauer. Stattdessen wurde ein digitales Event gestreamt und auch die Spieler wurden von zu Hause zugeschaltet. Das Preisgeld betrug über 15.000 €. Das Finale des Red Bull Solo Q Turniers wurde ebenfalls im Rahmen des Programms mit übertragen. Der ad hoc Gaming Gentlemen’s Club sicherte sich den Titel in League of Legends, VENC Gaming in Rocket League, Wave eSports in Brawl Stars, Schwarzen in Clash Royale, während sich Beeax in Fortnite durchsetzen konnte.

### Fall 2020
Mit Ausnahme des bereits in Spring 2020 herausgenommenen Super Smash Bros Ultimate blieben alle Spiele auch im Fall Split erhalten. Neuzugang ist der von Riot Games entwickelte Taktik-Shooter VALORANT. Neben den üblichen Wildcards gab es auch noch weitere Regeländerungen. Die Österreicher-Regelung bei League of Legends wurde von 2 auf 3 erhöht, wobei nur zwei Österreicher gleichzeitig im jeweiligen Spiel aktiv sein dürfen. Zur Animierung der österreichischen Szene wurde für VALORANT eine Österreich-Orga Regel eingeführt, wodurch die jeweiligen Lineups nur unter einer österreichischen Organisation antreten durften.
Das Finale mit einem Gesamtpreisgeld von 18.400 € fand ähnlich wie im Spring Split 2020 ebenfalls als digitales Event im Gasometer statt. Fünf Spiele wurden am 28. November 2020 ausgefochten, da VALORANT davor in einem eigenständigen Finale entschieden wurde. Im VALORANT Finale konnte sich Flayn eSports durchsetzen. Währenddessen konnten bei den Fall Finals ad hoc Gaming Gentlemen’s Club in League of Legends und Wolfstochter in Clash Royale ihren Titel verteidigen. Brawl Stars ging an Brosports, Rocket League an Game up und Fortnite an Tempify.

### Spring 2021 / Pro Series
Im Jahr 2021 wurde die Struktur der A1 eSports League Austria erneut verändert. Die bisherige A1 eSports League Austria wird unter der Sub-Brand A1 eSports Pro Series weitergeführt. Im Spiele-Lineup für 2021 finden sich League of Legends, Clash Royale, Brawl Stars und VALORANT wieder. Darüber hinaus wurde bereits für den Herbst die A1 eSports Amateur Series angekündigt, bei der speziell die Förderung des Nachwuchses im Vordergrund stehen soll.
Durch die anhaltende Pandemie fanden auch die Spring Finals 2021 erneut ohne Zuschauer im Gasometer Wien statt. Am 12. und 13. Juni 2021 wurden alle vier Finale der Pro Series ausgefochten. Der League of Legends Titel ging an Flayn eSports, Brawl Stars an SK Gaming, Clash Royale an Reichert und VALORANT an BIG.

### Fall 2021 / Amateur Series & VALORANT Cup #2
Der Herbstsplit 2021 ist die erste Ausnahme von der davor bestehenden Struktur. Offiziell ist keine reguläre Saison der Pro Series abgehalten worden, wodurch es keinen offiziellen „Fall Split 2021“ gibt. Stattdessen wurden die zweite Ausgabe des A1 eSports VALORANT Cups ausgetragen sowie die Amateur Series gestartet. Zu dieser zählen zwei A1 eSports Brawl Stars Talente Cups sowie der JoJonas Talente Cup in Clash Royale.
Das Finale des VALORANT Cups #2 wurde als Highlight auf der 50. VulkanLAN am 30. Oktober 2021 in Graz abgehalten. Dort konnten die amtierenden Champions BIG ihren Titel gegen CGN Esports verteidigen.
Zur Förderung von eSports in der Gesellschaft und der Aktivierung der Amateur Szene wurde Ende des Jahres der A1 eSports Pop Up Hub präsentiert. Im Terminal des CAT in Wien Mitte entstand temporär ein öffentlich zugänglicher Gaming Experience mit bis zu 40 Gaming Stationen.

## Clash of Leagues
Zusätzlich zu den etablierten Seasons war die A1 eSports League auch Gründungsmitglied der Clash of Leagues. Dort matchten sich die besten Brawl Stars Teams von fünf internationalen Ligen, darunter die A1 eSports League, Swisscom Hero League, A1 Adria League, VOKA League und A1 Gaming League. Das Finale wurde im Rahmen des Level Up Events im August 2021 in Salzburg, Österreich, ausgetragen. Als Finalisten kämpften die zwei Vertreter der A1 eSports League Austria SK Gaming und BIG sowie die Teams Noble Elite Black (A1 Adria League) und Chernobyl Dribblers (VOKA League) um den Titel. Letzten Endes setzte sich der damals amtierende A1 eSports Brawl Stars Champion SK Gaming durch.